# قائمة الانتخابات في 2008
تحتوي هذه المقالة على الانتخابات التي نظمت في سنة 2008، وهي التشريعية والرئاسية في الدول ذات السيادة ومناطقها ذات الحكم الذاتي، وكذلك الاستفتاءات على المستوى الوطني.

يوجد أسفله قائمة الانتخابات حسب الأشهر.

## يناير
- 5 يناير: جورجيا (رئاسية)
- 7 يناير: جزر مارشال (رئاسية)
- 9 يناير: كوسوفو (رئاسية)
- 12 يناير: تايوان (برلمانية)
- 15 يناير: بربادوس (برلمانية)
- 19 يناير: توكلو (برلمانية)
- 19 يناير: جزر فارو (برلمانية)
- 20 يناير: كوبا (برلمانية)
- 20 يناير: صربيا (رئاسية، الدور الأول)
- 27 يناير: بولينيسيا الفرنسية (تشريعية، الدور الأول)
- 29 يناير: بوتان (المجلس الوطني)

## فبراير
- 3 فبراير: صربيا (رئاسية، الدور الثاني)
- 3 فبراير: موناكو (برلمانية)
- 7 فبراير: بليز (تشريعية)
- 8 فبراير: جيبوتي (برلمانية)
- 10 فبراير: بولينيسيا الفرنسية (تشريعية، الدور الثاني)
- 11 فبراير: ترينيداد وتوباغو (رئاسية)
- 15 فبراير: تشيكيا (رئاسية)
- 17 فبراير: قبرص (رئاسية)
- 18 فبراير: باكستان (برلمانية)
- 19 فبراير: أرمينيا (رئاسية)
- 24 فبراير: كوبا (رئاسية)
- 26 فبراير: لبنان (رئاسية) - أجلت

## مارس
- 2 مارس: روسيا (رئاسية، الدور الأول)
- 5 مارس: جمهورية الصين الشعبية (رئاسية)
- 6 مارس: تايلند (المجلس الأعلى)
- 8 مارس: ماليزيا (برلمانية)
- 8 مارس: مالطا (برلمانية)
- 9 مارس: إسبانيا (عامة)
- 11 مارس: لبنان (رئاسية) - أجلت
- 14 مارس: إيران (تشريعية)
- 22 مارس: تايوان (رئاسية)
- 24 مارس: بوتان (برلمانية)
- 25 مارس: لبنان (رئاسية) - أجلت
- 29 مارس: زمبابوي (رئاسية)

## أبريل
- 6 أبريل: الجبل الأسود (رئاسية)
- 9 أبريل: كوريا الجنوبية (برلمانية)
- 10 أبريل: النيبال (الجمعية التأسيسية)
- 14 أبريل: إيطاليا (برلمانية)
- 20 أبريل: الباراغواي (عامة)
- 22 أبريل: لبنان (رئاسية) - أجلت
- 23 أبريل: جيرنزي (عامة)
- 24 أبريل: تونغا (عامة)

## مايو
- 16 مايو: جمهورية الدومينيكان (رئاسية)
- 13 مايو: لبنان (رئاسية) - أجلت
- 17 مايو: الكويت (تشريعية)
- 25 مايو: لبنان (رئاسية)

## يونيو
- 8 يونيو: منغوليا (تشريعية)
- 28 يونيو: آيسلندا (رئاسية)

## يوليو
- 27 يوليو: كمبوديا (برلمانية)

## أغسطس
- 31 أغسطس: صوماليلاند (رئاسية)

## سبتمبر
- 6 سبتمبر: أنغولا (تشريعية)
- 6 سبتمبر: باكستان (رئاسية)

## أكتوبر
- 8 أكتوبر: سلوفينيا (برلمانية)
- 12 أكتوبر: روسيا البيضاء (برلمانية)
- 15 أكتوبر: أذربيجان (رئاسية)
- 16 أكتوبر: الأمم المتحدة (مجلس الأمن)

## نوفمبر
- 4 نوفمبر: الولايات المتحدة (رئاسية)
- 4 نوفمبر: ساموا الأمريكية (عامة)
- 4 نوفمبر: غوام (عامة)
- 4 نوفمبر: بالاو (رئاسية)
- 4 نوفمبر: بورتوريكو (عامة)
- 28 نوفمبر: رومانيا (تشريعية)

## ديسمبر
- 24 ديسمبر: جزر بيتكيرن (عامة)

## مقالات ذات صلة
- انتخابات
- اقتراع على دورتين
- استفتاء عام